# Ağdaş (district)
Ağdaş is een district in Azerbeidzjan.
Ağdaş telt 102.300 inwoners (01-01-2012) op een oppervlakte van 1048 km². In het district liggen de steden Ağdaş en Abad.